# Ахмедов, Мирза Саидович
Мирза Саидович Ахмедов — советский хозяйственный, государственный и политический деятель.

## Биография
Родился в 1900 году в Ходженте. Член КПСС с 1928 года.
С 1918 года — на хозяйственной, общественной и политической работе. В 1918—1956 гг. — участник Октябрьской революции в Средней Азии, член Ходжентского ревкома, заведующий отделом Ходжентского уездного исполкома, директор Андижанского хлопкоперерабабатывающего завода, секретарь Галла-Аральского райкома партии, секретарь Сырдарьинского райкома партии, народный комиссар совхозов Узбекской ССР (1943-1946), директор совхоза. 
Избирался депутатом Верховного Совета СССР 3-го созыва.
Умер в Ташкенте в 1967 году.